# Rudi Požeg Vancaš
Rudi Požeg Vancaš (Novo mesto, 1994. március 15. –) szlovén válogatott labdarúgó.

## Pályafutása

### Klubcsapatokban
Vancaš a szlovén alacsonyabb ligás Kolpa csapatában kezdett el futballozni. 2011 nyarán szerződtette őt a szlovén élvonalbeli Domžale csapata, amelyben 2011. szeptember 10-én debütált egy Nafta Lendava elleni bajnoki mérkőzésen. 2011 és 2015 között a Domžale csapatában kilencvennyolc szlovén élvonalbeli mérkőzésen nyolc gólt szerzett. 2016 és 2019 között a Celje labdarúgójaként szintén kilencvennyolc élvonalbeli mérkőzésen szerepelt, huszonöt gólt szerzett. 2019 és 2022 között a Maribor csapatának játékosa volt; hetvenkilenc szlovén élvonalbeli mérkőzésen tizenöt gólt szerzett. 2022 januárjában leigazolta őt az ukrán élvonalbeli Csornomorec Odesza; a klubban nem lépett pályára, kölcsönben a kazak Tobil Kosztanaj csapatában szerepelt. A 2022-2023-as szezonban a szlovén élvonalbeli Koperben futballozott; huszonegy mérkőzésen két gólt szerzett. 2023 júniusában szerződtette őt a magyar élvonalbeli Diósgyőri VTK csapata.

### A válogatottban
Többszörös szlovén utánpótlás-válogatott; a szlovén felnőtt válogatottban 2018. november 19-én debütált egy Bulgária elleni Nemzetek Ligája mérkőzésen.

#### Mérkőzései a szlovén válogatottban
| #  | Dátum              | Ellenfél | Eredmény | Kiírás          | Esemény |
| -- | ------------------ | -------- | -------- | --------------- | ------- |
| 1. | 2018. november 19. | Bulgária | 1 – 1    | Nemzetek Ligája | 72'     |